# Avenue du Polygone
L'avenue du Polygone est une voie située dans le 12e arrondissement de Paris, en France.

## Origine du nom

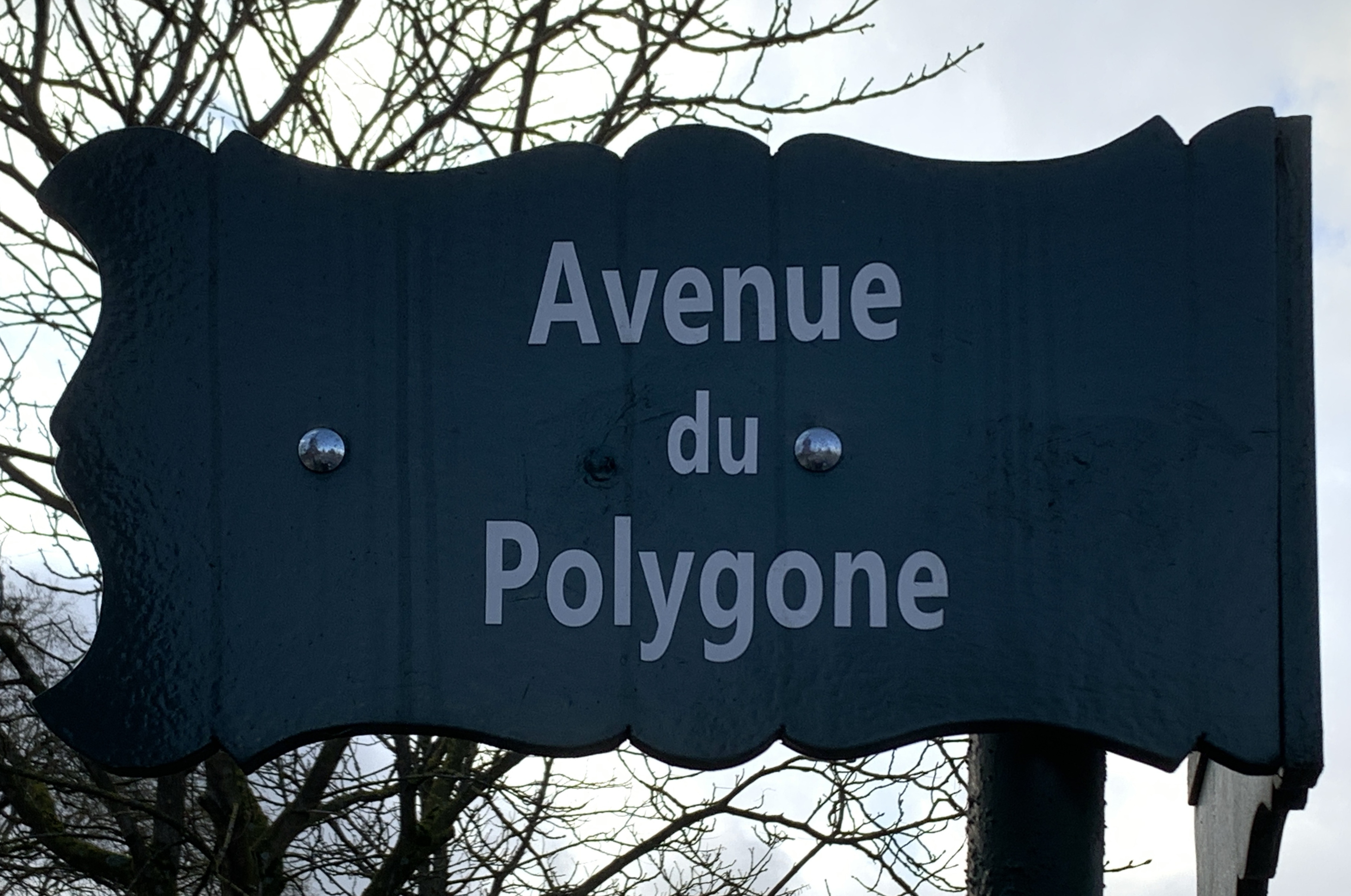
Plaque de l'avenue.